# Medelsvensson
Medelsvensson är en genomsnittlig svensk invånare, och används inom statistiken när man beräknar normalvärden. Till exempel för inkomst, boende, sociala förhållanden, resande, fritid, etc. Som sådan lever man ett svenssonliv. Uttrycket lanserades på Stockholmsutställningen 1930, och då var det vanligaste efternamnet i Sverige faktiskt Svensson. Medelsvensson har fortsättningsvis använts av medierna när statistik ska presenteras eller kommenteras, exempelvis i nyhetsinslag.
1951 presenterade radioupplagan av programmet Karusellen med Lennart Hyland en verklig person som motsvarade den statistiske Medelsvensson. Han hette Gösta Gustavsson, var 46 år samt 172 centimeter lång. Hustrun var 43 år och de hade två barn. Han hade en årsinkomst på 8 400 kronor..
I Statistiska Centralbyråns årsbok för 2014 hittar man information om att Medelsvensson förändrats. Numera heter denne Andersson och bor i tätort och har två barn födda i maj. 2013 bodde 86% av Sveriges befolkning i tätort eller städer. Dagens medelsvenska barn har månadspeng, mobiltelefon, cykel och egen dator. Månadspengen är för Julia på 170 kronor. Filip har 400 kronor i månadspeng.
Medelsvensson leder sin härstamning till den l'homme moyen, som Adolphe Quetelet skapade på 1830-talet.

## Andra benämningar
- Svensson
- Mannen på gatan
- Gemene man
- Nisse i Hökarängen

## Andra länder
- Finland: Matti Meikäläinen
- Litauen: Vardenis Pavardenis
- Norge: Ola och Kari Nordmann
- Polen: Kowalski
- Storbritannien: John Doe, Joe Bloggs
- Tyskland: Otto Normalverbraucher och Lieschen Müller
- USA: Average Joe
- Nederländerna: Jan Modaal